# 사샤 마킬라
핀란드 지휘자 사샤 마킬라(Sasha Makila)는 그의 세대의 가장 뛰어난 재능을 가진 신진 지휘자중의 하나로서 명성을 얻고 있다. 그는 프랑스 국립 관현악단에서 거장 쿠르트 마주어의 보조로서 3년간 근무한 후. 2010년 9월에 명지휘자 프란츠 벨저-뫼스트가 이끄는 클리블랜드 오케스트라의 부지휘자로 임명되었다.
마킬라는 모국 핀란드에서 정기적으로 주요 오케스트라들을 지휘하는 한편 러시아, 영국, 유럽, 북미 등에서 초청받아 연주해 왔으며, 2010년에는 핀란드의 투르쿠 필하모닉 오케스트라, 남아프리카의 요하네스버그 심포니 오케스트라와 성공적인 데뷔무대를 가졌다.
또한 그는 2004년 헬싱키에서 모차르트의 오페라 ‘극장지배인(Der Schauspieldirektor)’을 지휘하며 오페라에 데뷔하여 2005년에는 필립 글래스의 챔버 오페라 ‘무서운 아이들(Les Enfants Terribles)’, 2006년에 ‘식민지(In the Penal Colony)’를 핀란드 초연하였고, 마스카니의 ‘카발레리아 루스티카나(Cavalleria Rusticana)’, 브리튼의 ‘한 여름 밤의 꿈(A Midsummer Night’s Dream)’, 퍼셀의 ‘디도와 아이네아스(Dido and Aeneas)’ 등의 제작에도 참여하였다.
마킬라는 핀란드의 시벨리우스 음악원에서 지휘과 석사학위를 받았으며 러시아의 상트페테르부르크 음악원에서 지휘를 공부하였다. 또한 그는 2009년 아스펜 뮤직 페스티발의 미국 지휘 아카데미에서 펠로우쉽을 받았고, 2006년 제6회 박탕 조르다니아 국제지휘경연대회에서 우승하였으며 2005년 한국에서 열린 수원국제지휘경연대회에서는 최종후보로서 결승에 오르기도 했다.